# Universität Clermont-Auvergne

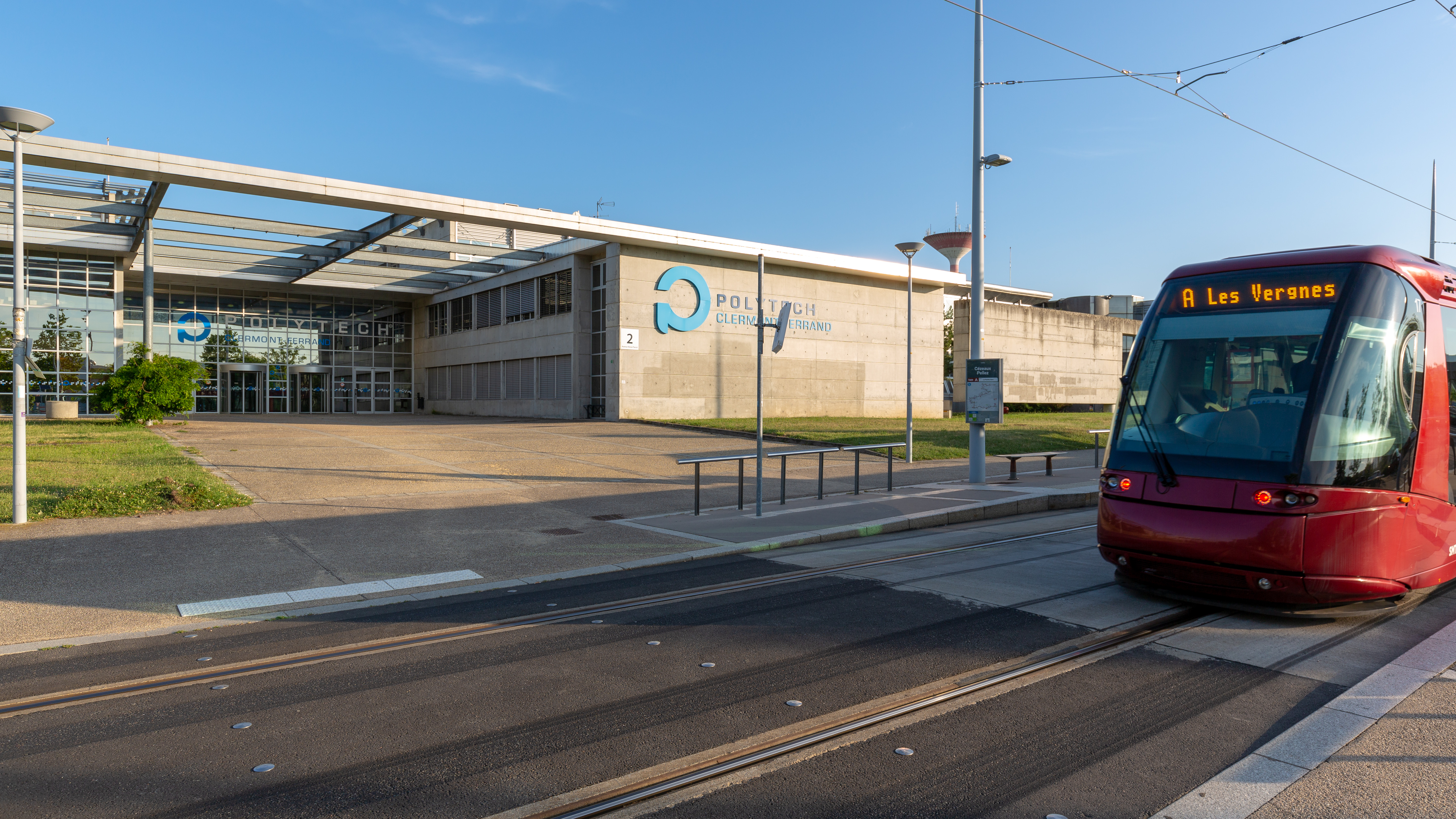
Campus Cézeaux (2019)

Die Universität Clermont-Auvergne (französisch Université Clermont-Auvergne) ist eine staatliche Universität in Clermont-Ferrand.
Sie wurde am 1. Januar 2017 durch den Zusammenschluss der beiden bisherigen Universitäten der Auvergne, den Universitäten der Auvergne (Clermont-I) und Blaise-Pascal (Clermont-II) gegründet. 2017 wurde sie mit dem Exzellenzzeichen „Label I-Site“ ausgezeichnet.
Die Universitätsbibliothek hat einen Bestand von 610.000 Bänden und 8000 laufenden Zeitschriften.

## Persönlichkeiten
- Marie-Françoise André (* 1953), Geographin und Geomorphologin
- Nicolas Beaupré (* 1970), ein auf den Ersten Weltkrieg spezialisierter Historiker
- Mathias Bernard (* 1969), Historiker und Gründungspräsident
- Régis Gayraud (* 1959), Slawist und Übersetzer
- Bettina Severin-Barboutie (* 1968), Historikerin, seit 2022 Professorin für Zeitgeschichte[5]